# Sisqó
Sisqó, geboren Mark Althavan Andrews (Baltimore, Maryland, 9 november 1978), is een Amerikaanse r&b-zanger. Hij is leadzanger van de groep Dru Hill, maar sinds 1999 ook actief als soloartiest. In die hoedanigheid had hij in 2000 zijn grootste hit met Thong Song. Hij staat tevens bekend om zijn opvallende verschijning, waarvan zijn geblondeerde of zilverkleurige kapsel het opmerkelijkst is.

## Biografie

### Beginjaren
Mark Andrews werd geboren als zoon van een elektricien en een administratief medewerkster bij de Amerikaanse sociale zekerheid. Hij was hun enige zoon en had twee oudere zussen. In de kleuterleeftijd ging hij al in een lokaal kerkkoor zingen. Als kind logeerde hij in de zomervakanties bij zijn grootmoeder die in een getto woonde. Hier kwam hij in aanraking met het straatleven en dreigde hij het verkeerde pad op te gaan. Zo werd hij een aantal keren gearresteerd en belandde hij in de gevangenis. Daarna besloot hij op het rechte pad te blijven en blondeerde hij zijn haar om er 'minder bedreigend' uit te zien. Deze haardracht zou later zijn handelsmerk worden.

### Dru Hill
In 1995 vormde Andrews met drie schoolvrienden de r&b-groep Dru Hill, genoemd naar Druid Hill Park in Baltimore. Hij koos de artiestennaam Sisqó. Deze bijnaam kreeg hij al in zijn kindertijd, omdat hij er met zijn golvend haar Puerto Ricaans uit zou zien. Dru Hill begon met optreden in een snoepwinkel, waar de verkopers mochten optreden voor klanten. Dru Hills doorbraak kwam in 1996 toen de groep manager Haqq Islam ontmoette en hen tekende voor Island Records. De groep bracht tussen 1996 en 1999 enkele singles en een twee albums uit. Dit leverde onder meer de hits How deep is your love met Redman en Wild Wild West met Will Smith en Kool Moe Dee op. Beide nummers haalden de top 10 van de Nederlandse Top 40 en de Amerikaanse Billboard Hot 100. In deze periode schreef Sisqó mee aan de eerste twee singles van zangeres Mýa. Op haar eerste single It's all about me zingt Sisqó als gastartiest mee.

### Unleash the dragon
Toen Woody Rock in 1999 Dru Hill verliet, probeerde de groep aanvankelijk als trio verder te gaan, maar de overgebleven leden vonden dat ze Woody toch nodig hadden. Daarop werd besloten dat alle groepsleden een soloalbum mochten opnemen, om daarna weer als groep bij elkaar te komen. Sisqó bracht het album Unleash the dragon uit. De eerste single Got to get it werd een bescheiden succes. De tweede single Thong song zorgde er echter pas voor dat het album goed ging verkopen. Dit nummer haalde in Nederland en de Verenigde Staten de derde plaats in de hitparade. In zijn thuisland deed hij daar met Incomplete nog een schepje bovenop, want dat werd zijn eerste en enige nummer 1-hit. In Europa deed deze opvolger van Thong song het opvallend minder goed, misschien vanwege het feit dat hier de titeltrack van Unleash the dragon daarvoor nog op single was uitgebracht en in de Verenigde Staten niet. Sisqós album zorgde er in ieder geval voor dat hij in 2000 een succesvol soloartiest werd. Dat leidde ertoe dat hij genomineerd werd voor vier Grammy Awards en de videoclip van Thong song voor vijf MTV Video Music Awards. Uiteindelijk won hij van al die nominaties alleen de MTV Music Video Award voor beste hiphopvideo. Verder kreeg hij dat jaar een eigen programma op MTV, getiteld Sisqó's Shakedown, en werd er een pop van hem gemaakt. Ook startte hij in deze periode met het acteren in films. Hij speelde grote rollen in de films Get over it (2001), Snow dogs (2002) en Surf school (2006).

### Return of dragon
Hoewel was voorgenomen om in 2000 weer een album met Dru Hill op te nemen, werd dit vanwege ruzies binnen de groep uitgesteld. Dat stelde Sisqó in de gelegenheid om met een opvolger van Unleash the dragon te komen. Dat werd Return of dragon in 2001. Dit album haalde niet het succes van zijn voorganger. Hoewel het een zevende plaats haalde in de Amerikaanse albumlijst, bereikten de singles Can I live en Dance for me niet de Billboard Hot 100. Dance for me werd alleen in Europa een hit. Ook het nummer How many licks? met Lil' Kim, dat alleen op Kims album stond en niet op dat van Sisqó, werd in Europa een grote hit, maar haalde in de Verenigde Staten slechts de 75e plaats. Na deze tegenvallende resultaten werd in 2002 alsnog het plan heropgevat om een nieuw Dru Hill-album op te nemen. Het album Dru world order kwam er, maar ook Dru Hill evenaarde niet het succes van eind jaren 90. In 2005 raakte Dru Hill ten slotte zijn platenmaatschappij kwijt.
In 2022 vertegenwoordigde Sisqó zijn geboortestaat Maryland op het eerste American Song Contest. Hij trad aan met het lied It's up. De jury zette Maryland op de negende plaats in de voorronde en ook de televoters gaven hem niet genoeg punten om door te stoten naar de halve finales.

## Privéleven
Sisqó werd in 1995 op 17-jarige leeftijd vader van een dochter, Shaoine. De moeder is een meisje met wie hij destijds op school zat. Shaione heeft een rolletje in de videoclip van Thong song.

## Discografie

### Albums
| Album met eventuele hitnotering(en) in de Nederlandse Album Top 100 | Datum van verschijnen | Datum van binnenkomst | Hoogste positie | Aantal weken | Opmerkingen |
| ------------------------------------------------------------------- | --------------------- | --------------------- | --------------- | ------------ | ----------- |
| Unleash the dragon                                                  |                       | 11-12-1999            | 9               | 26           |             |
| Return of dragon                                                    |                       | 30-6-2001             | 27              | 16           |             |

### Singles
| Single met eventuele hitnotering(en) in de Nederlandse Top 40 | Datum van verschijnen | Datum van binnenkomst | Hoogste positie | Aantal weken | Opmerkingen  |
| ------------------------------------------------------------- | --------------------- | --------------------- | --------------- | ------------ | ------------ |
| Got to get it                                                 |                       | 25-12-1999            | 36              | 3            |              |
| Thong song                                                    |                       | 25-3-2000             | 3               | 13           |              |
| Unleash the dragon                                            |                       | 2-9-2000              | 31              | 4            |              |
| What you want                                                 |                       | 14-10-2000            | 37              | 4            | met DMX      |
| Incomplete                                                    |                       | 18-11-2000            | tip2            |              |              |
| How many licks?                                               |                       | 17-2-2001             | 5               | 10           | met Lil' Kim |
| Dance for me                                                  |                       | 21-7-2001             | 6               | 9            | Alarmschijf  |

| Single met hitnotering(en) in de Vlaamse Ultratop 50 | Datum van verschijnen | Datum van binnenkomst | Hoogste positie | Aantal weken | Opmerkingen  |
| ---------------------------------------------------- | --------------------- | --------------------- | --------------- | ------------ | ------------ |
| Thong song                                           |                       | 13-5-2000             | 15              | 13           |              |
| How many licks?                                      |                       | 24-3-2001             | 7               | 13           | met Lil' Kim |